# Domingo Santa María
Domingo Santa María, né le 4 août 1825 à Santiago et mort le 18 juillet 1889 dans la même ville, est un homme d'État chilien, président du Chili du 18 septembre 1881 au 18 septembre 1886.